# オニクス・グランプリ
オニクス・グランプリ（Onyx Grand Prix）は、1989年から1990年にかけてF1に参戦していたレーシングチーム。創立者はマイク・アール。設立時ファクトリーはイングランド南東部ウェスト・サセックス州リトルハンプトンに置かれた。

## 歴史

### 前身
チームの祖となっているのは、デビッド・パーレイがオーナードライバーを務めるLECである。1973年よりフォーミュラ・アトランティック、F5000、F2に参戦。1977年にはコンストラクターとしてF1に参戦するも、パーレイの事故によりチームは活動停止となる。

### フォーミュラ2
LEC主要メンバーだったマイク・アールとグレッグ・フィールドは1978年末に「オニクス・レース・エンジニアリング」を設立。1980年よりヨーロッパF2選手権に参戦するシャーシ・コンストラクター、マーチのカスタマーチームとして活動し、ジョニー・チェコットやリカルド・パレッティらがドライブした。1982年はマーチ・821でF1にプライベート参戦するも、エミリオ・デ・ヴィロタが5戦連続予選落ちとなる。1983年に向けて、パレッティと共にF1に参戦する計画を立てたが、1982年カナダGPでパレッティが事故死したため実現しなかった。
1983年以降はマーチのロビン・ハードからヨーロッパF2選手権のワークスチーム運営を任され、クリスチャン・ダナーやエマニュエル・ピッロがドライブした。

### 国際F3000選手権
1985年からはそれまでのF2に代わり、F1直下のカテゴリーとして国際F3000選手権が創設された。オニクスはマールボロからの支援を受けF3000でのトップチームの一角として君臨し、1987年にステファノ・モデナがシリーズチャンピオンを獲得。チームはF1レギュレーションの変更でエンジンが自然吸気のみへと変更される1989年を良い機会ととらえ、F1へのステップアップを決めた。

### フォーミュラ1
1988年中からF1参戦計画は進行され、マシンデザイナーに元マクラーレンのアラン・ジェンキンスと契約し、同年12月の完成を目指してマシンの設計が始められた。また、マイク・アールはマクラーレンのロン・デニスとの信頼関係が厚く、マクラーレンのジュニアチームとして機能させる構想もあった。このためF3000時代にオニクスのメインスポンサーであったマールボロ（マクラーレンのタイトルスポンサーでもある）からの支援継続もスムーズに決定した。ドライバーはF3000で所属していたモデナやピッロの他、フェラーリからの放出が決まっていたマールボロドライバーのミケーレ・アルボレート、イギリスF3チャンピオンとなったJ.J.レートとも1988年中に交渉が行われたが、新規参戦チームに課されることが決まっていた金曜朝の予備予選への参加を嫌がるドライバーが多く、交渉は難しいものとなった。

### 1989年

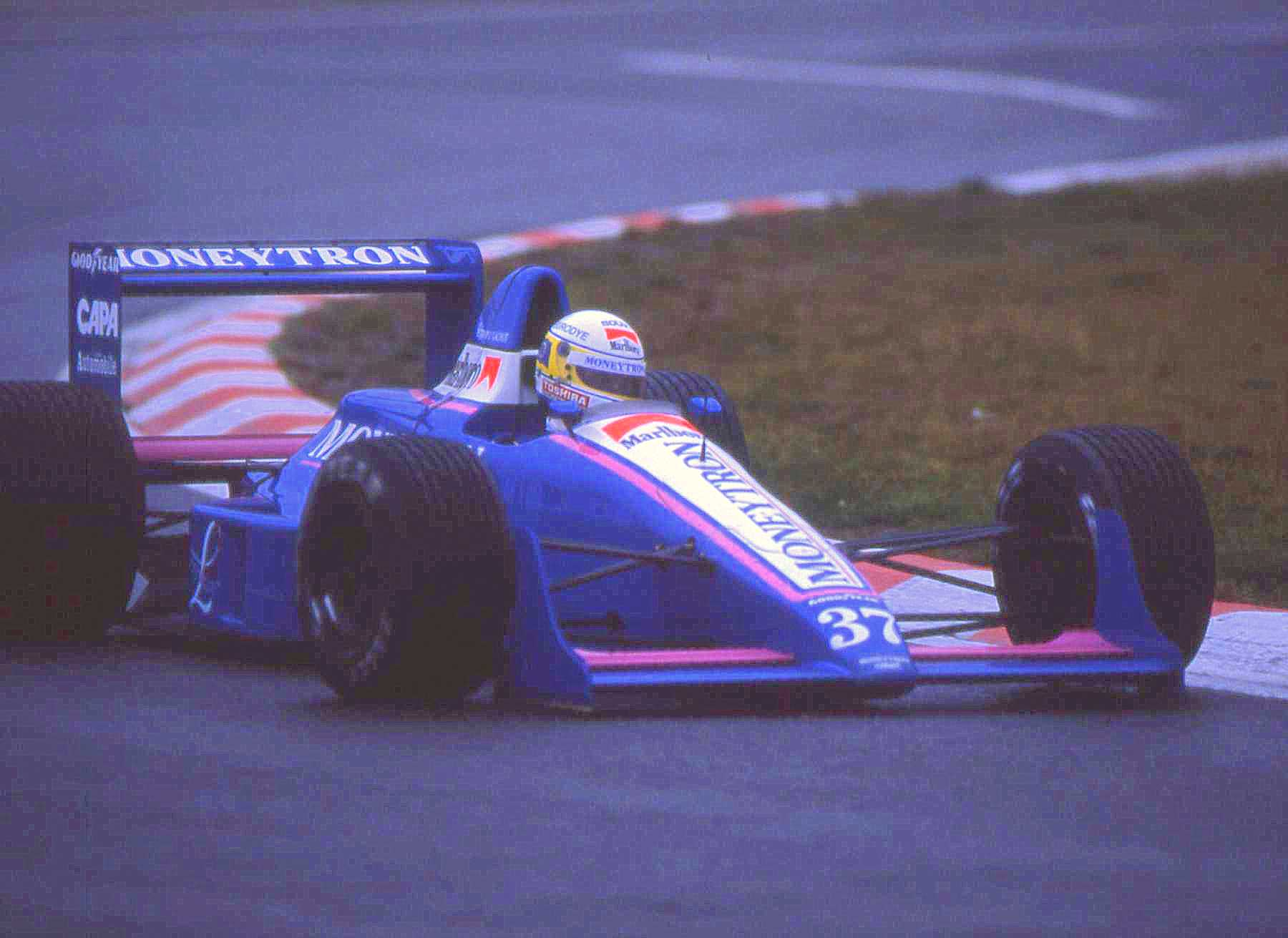
ベルトラン・ガショー（1989年ベルギーGP）

F1参戦初年度はアラン・ジェンキンス設計のORE1を製作し、エンジンはコスワース・DFR（ブライアン・ハートチューン）を搭載。タイヤはグッドイヤー。ドライバーは元マクラーレンでマールボロドライバーのステファン・ヨハンソンが加入し、セカンドシートには国際F3000に参戦しており同じくマールボロドライバーの新人ベルトラン・ガショーの起用が決まった。ガショーはメインスポンサーとなる「マネートロン（Moneytron）」を持ち込んだこともシートを得た大きな要因であった（第13戦以降はJ.J.レートに交代）。ガショーが仲介したスポンサー「マネートロン」は投資会社で、オーナーの実業家（その後国会議員にもなった）のジャン＝ピエール・バン・ロッセム (en: Jean-Pierre Van Rossem)は20億円という大きな金額をチームに投資することを約束した。ロッセムはその怪しげな風貌でパドックで好奇の目を集める存在となる。
エンジンのNA化によりこの年から39台と参戦台数が増えたことにより、新規参戦のオニクスには予備予選への出走義務が課された。この予備予選で13台中上位4台に入るのが狭き門となり、予備予選落ちが多かった。しかし予備予選さえ通過できればマシンの戦闘力は高く、第4戦メキシコGP以降はヨハンソンが度々好走を見せた。第7戦フランスGPにて5位入賞、第13戦ポルトガルGPではヨハンソンが3位入賞と新興チームで唯一表彰台を獲得し、コンストラクターズ選手権では10位と記録を残した。
なお、第12戦イタリアGPを最後にガショーが解雇されたが、その理由は「公式の場でチーム体制への批判をしゃべりすぎた」ことにマネートロンのバン・ロッセムが「ガショーのことは自分の息子同然だと思っているが、それでも一連の発言は許せない」と激怒したためだった。

### 1990年
前年の成績で予備予選が免除され、マシンは前年型の改良型ORE1Bを使用。エンジンは引き続きコスワースDFRを搭載、タイヤもグッドイヤーを装着した。チームはF1へのエンジン供給再開を表明したポルシェと翌1991年からのV12エンジン供給契約の交渉をしていたが、ジャパンマネー（フットワーク）の注入で資金力豊かなアロウズに契約を奪われた。このポルシェエンジン獲得失敗によりF1への興味を失ったバン・ロッセムは2月23日にパリのホテル・リッツで「F1から手を引く」と会見し、チーム所有権を放棄。これに伴いチーム創立者であるマイク・アールもチームを去った。ドライバーはヨハンソンと、前年第13戦から参戦したレートの2台でエントリーしていた。しかしマネートロンに代わるスポンサーも無く参戦継続が危ぶまれ始める。一時的にバン・ロッセムに代わりバーニー・エクレストンがオニクスの株を所有していたこともあった。
開幕戦アメリカGPのパドックでは同じく資金難となっていたブラバムとオニクスの合併が報道され始め、第2戦ブラジルGP終了後、スイスの高級車メーカー「モンテヴェルディ」の創業者ペーター・モンテヴェルディとカール・フォイテク（グレガー・フォイテクの父）らのスイス人投資家グループが新オーナーとなり、デザイナーのアラン・ジェンキンスはチームを離脱。主要デザインスタッフのデイブ・エイミーもチームを追われ、ドライバーのステファン・ヨハンソンとの契約を一方的に解除。すると新たにスイスドライバーのグレガー・フォイテク(父・カールが新出資者)をブラバムより移籍加入させる。以後は前年の実績が無駄になるように、チームは弱体化に向かった。チームからすでに去ってはいたが、「無限の利益と配当を保証する」と喧伝されていた「マネートロン」も詐欺で告発され、バン・ロッセムは逮捕された。
新オーナーのモンテヴェルディは、自分の本拠地スイスにファクトリーを移転させるとスタッフに通告。エンジンメンテナンスもそれまでのブライアン・ハートからスイスのハイニー・マーダー・レーシング・コンポーネンツへと独断で変更された。7月からは一方的にスイスへのファクトリー移転作業を始めると、元々いたイギリス人メカニックのほとんどがチームを辞めた。グランプリの現場ではモンテヴェルディとカール・フォイテクの意向からグレガー・フォイテクに肩入れする体制となり、レートのマシンにはトランスミッションをまともに組めるメカニックが存在しないというレーシングチームの体を成していないチーム状態となった。第9戦ドイツGPよりチーム名を「モンテヴェルディ・オニクス｣に変更するも、第10戦ハンガリーGPではエンジニアとメカニックの人数不足からまともに走行する事が出来ず、予選落ち。危険を感じるようになったレートのマネージャーケケ・ロズベルグが怒り「もうこんなチームではJJを走らせない」とモンテヴェルディ・オニクスに見切りをつけ、予選終了後レートと共にチームから離脱した。ハンガリーではフォイテク家もメカ不足で危険だと訴え、やはりチームから離脱。モンテヴェルディはベルギーGP以後も参戦継続しようとスーパーライセンスを所持する他のドライバー数名に声を掛けたが、すべて断られた。参戦資金と両ドライバーを失ったチームは結局ハンガリーGPでの2台予選落ちを最後に撤退、消滅した。
スイスにあるモンテヴェルディ自動車博物館にはオニクス・ORE1が展示保存されている。
尚、バン・ロッセムは数年間服役をしたのちベルギーで政界に進出。その後も歯に衣着せぬ発言で度々世間を騒がせたものの、2018年12月13日に死去（73歳没）。

## ドライバー
F1
- ステファン・ヨハンソン
- ベルトラン・ガショー
- J.J.レート
- グレガー・フォイテク

F3000
- エマニュエル・ピロ
- ジョニー・ダンフリーズ
- ステファノ・モデナ（1987年シリーズチャンピオンを獲得）
- ピエール＝アンリ・ラファネル
- フォルカー・ヴァイドラー

## F1における全成績
(key)
| 年     | シャシー        | エンジン        | タイヤ | ドライバー             | 1    | 2    | 3    | 4    | 5    | 6    | 7   | 8    | 9   | 10  | 11  | 12   | 13   | 14   | 15   | 16   | ポイント | 順位 |
| ------ | --------------- | --------------- | ------ | ---------------------- | ---- | ---- | ---- | ---- | ---- | ---- | --- | ---- | --- | --- | --- | ---- | ---- | ---- | ---- | ---- | -------- | ---- |
| 1989年 | オニクス・ORE1  | コスワース・DFR | G      |                        | BRA  | SMR  | MON  | MEX  | USA  | CAN  | FRA | GBR  | GER | HUN | BEL | ITA  | POR  | ESP  | JPN  | AUS  | 6        | 10   |
| 1989年 | オニクス・ORE1  | コスワース・DFR | G      | ステファン・ヨハンソン | DNPQ | DNPQ | DNPQ | Ret  | Ret  | DSQ  | 5   | DNPQ | Ret | Ret | 8   | DNPQ | 3    | DNPQ | DNPQ | DNPQ | 6        | 10   |
| 1989年 | オニクス・ORE1  | コスワース・DFR | G      | ベルトラン・ガショー   | DNPQ | DNPQ | DNPQ | DNPQ | DNPQ | DNPQ | 13  | 12   | DNQ | Ret | Ret | Ret  |      |      |      |      | 6        | 10   |
| 1989年 | オニクス・ORE1  | コスワース・DFR | G      | J.J.レート             |      |      |      |      |      |      |     |      |     |     |     |      | DNPQ | Ret  | DNPQ | Ret  | 6        | 10   |
| 1990年 | オニクス・ORE1B | コスワース・DFR | G      |                        | USA  | BRA  | SMR  | MON  | CAN  | MEX  | FRA | GBR  | GER | HUN | BEL | ITA  | POR  | ESP  | JPN  | AUS  | 0        | -    |
| 1990年 | オニクス・ORE1B | コスワース・DFR | G      | ステファン・ヨハンソン | DNQ  | DNQ  |      |      |      |      |     |      |     |     |     |      |      |      |      |      | 0        | -    |
| 1990年 | オニクス・ORE1B | コスワース・DFR | G      | グレガー・フォイテク   |      |      | Ret  | 7    | Ret  | 15   | DNQ | DNQ  | Ret | DNQ |     |      |      |      |      |      | 0        | -    |
| 1990年 | オニクス・ORE1B | コスワース・DFR | G      | J.J.レート             | DNQ  | DNQ  | 12   | Ret  | Ret  | Ret  | DNQ | DNQ  | NC  | DNQ |     |      |      |      |      |      | 0        | -    |